# 阿尔蒂格 (上比利牛斯省)
阿尔蒂格（法語：Artigues，法語發音：[aʁtiɡ] ⓘ）是法国上比利牛斯省的一个市镇，属于阿热莱斯加佐斯特区。

## 地理
阿尔蒂格（43°4'29"N, 0°0'9"E）面积1.46 平方千米，位于法国奧克西塔尼大區上比利牛斯省，该省份为法国西南部内陆省份，北至热尔省，西接大西洋比利牛斯省，南与西班牙接壤，东临上加龙省。
与阿尔蒂格接壤的市镇（或旧市镇、城区）包括：莱桑格勒、雅雷、圣克雷阿克、塞尔-朗索。

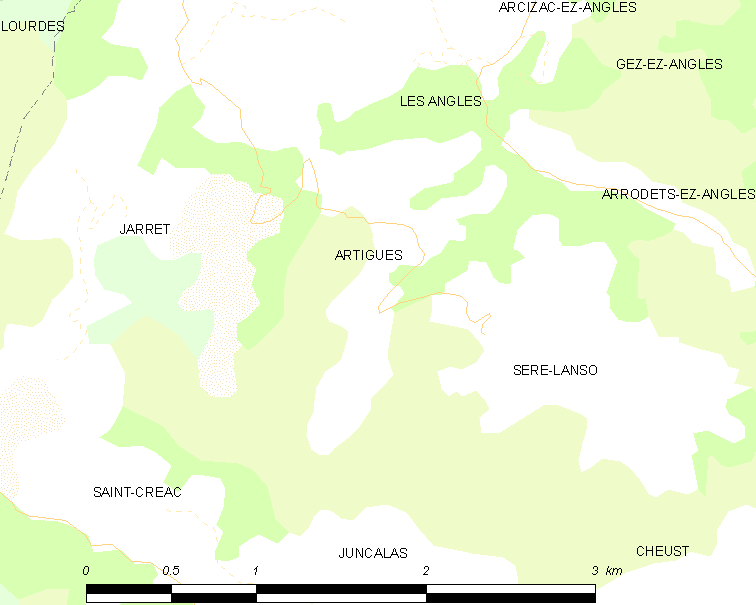
的OSM定位图

阿尔蒂格的时区为UTC+01:00、UTC+02:00（夏令时）。

## 行政
阿尔蒂格的邮政编码为65100，INSEE市镇编码为65038。

## 政治
阿尔蒂格所属的省级选区为卢尔德第二县。

## 人口

1962-2008年间人口变化图示

阿尔蒂格于2022年1月1日时的人口数量为13人。